# Ronneburg
Ronneburg é uma cidade da Alemanha localizada no distrito de Greiz, estado da Turíngia.